# 月田一郎
月田 一郎（つきた いちろう、1909年10月11日 - 1945年9月27日）は、日本の俳優である。
本名は築田 智二郎（つきた ともじろう）だが、本名同じとの説や月田 一郎（つきだ いちろう）説などもある。戦前に松竹蒲田撮影所、新興キネマ、東宝などで多数の作品に出演したバイプレーヤーである。身長は5尺4寸（約163.6センチメートル）、体重は14貫200匁（約53.3キログラム）。

## 来歴・人物
1909年（明治42年）10月11日、山口県岩国町（現在の同県岩国市）に生まれる。幼児期に東京府東京市（現在の東京都）へ移り、早稲田小学校（現在の新宿区立早稲田小学校）、東京中学校（現在の東京高等学校）を卒業して、法政大学に進学する。生家は銀座で婦人帽子店を経営していたといわれている。
在学中に映画俳優を志し、俳優・鈴木傳明（1900年 - 1985年）に師事。1929年（昭和4年）、大学を中退して松竹蒲田撮影所に入社。同年、牛原虚彦監督映画『山の凱歌』で映画デビュー。1930年（昭和5年）、小津安二郎監督映画『落第はしたけれど』で大学生役に抜擢され、斎藤達雄、横尾泥海男らと共演し、これがきっかけで二枚目ぶりを買われ、その後も鈴木主演映画を中心に多く出演する。1931年（昭和6年）、同じく二枚目スターとして将来を期待されていた毛利輝夫が、愛人の大町弘子と鉄道心中した後は「31年型美男子」と宣伝されて売り出し、池田義信監督映画『街のルンペン』など準主役から主役クラスで出演する。ところが同年9月、鈴木が退社して不二映画社を創立するに伴い、岡田時彦、高田稔らの看板スターと共に参加する。1933年（昭和8年）2月にあえなく解散するが、同年7月、高田、岡田が入社していた新興キネマに入り、多数の作品で主演を務めた。
1934年（昭和9年）8月、日活から独立した永田雅一が創立した第一映画社に同じく新興キネマから退社した中野英治（1904年 - 1990年）と共に参加して、再び鈴木と合流する。同年、伊藤大輔監督の第一映画社第一回作品『建設の人々』で、鈴木、中野の他、日活から入社して来た山田五十鈴と共演。1936年（昭和11年）には、多数の作品で共演した山田と結婚して、同年8月、一女・美智子（後の瑳峨三智子）をもうける。同年9月、第一映画社が解散したため、山田と共に新興キネマ京都撮影所に移籍する。1938年（昭和13年）、山田と共に今度は東宝に移籍して、ここでも多数の作品に出演するが、ほとんど助演に終始した。
1942年（昭和17年）に山田と離婚。離婚後、親権を巡って山田と裁判で争い、月田は勝訴して美智子を引き取る。その後、東京市世田谷区（現在の東京都同区）へ移ったが、終戦後間も無い1945年（昭和20年）9月27日、メチルアルコール中毒のため死去した。満35歳だった。

## 代表作品
- エロ神の怨霊（1930年）
- マダムと女房（1931年）新作の友人 役
- 父帰る母の心（1935年）黒田賢一郎 役
- 虞美人草 （1935年）小野清三 役
- 上海陸戦隊（1939年）山口二等水兵 役
- 燃ゆる大空（1939年）行本生徒 役
- 阿波の踊子（1941年）尺八先生 役
- 人生は六十一から（1941年）息子 役
- 南海の花束（1942年）
- 雷撃隊出動（1944年）